# Elden Ring
Elden Ring är ett actionrollspel utvecklat av FromSoftware och publicerat av Bandai Namco Entertainment. Spelet, regisserat av Hidetaka Miyazaki, gjordes i samarbete med fantasyförfattaren George RR Martin, som tillhandahållit material för spelets miljö. Elden Ring släpptes för Microsoft Windows, PlayStation 4, PlayStation 5, Xbox One och Xbox Series X/S den 25 februari 2022.

## Bakgrund
Elden Ring utspelar sig i riket Lands Between, någon gång efter det att titelns ring förstördes och dess skärvor, de mäktiga runorna, skingrades. En gång prydd av Ringen och Erdtree som symboliserar dess närvaro, styrs riket nu av halvgudsavkommorna till drottning Marika den eviga, som var och en har en skärva av ringen och som korrumperar och besvärar dem med makt. Som en Tarnished – landsflyktingar från Lands Between som förlorade ringens nåd – kallad tillbaka efter splittringen, måste spelare korsa riket för att till slut hitta alla de stora runorna, återställa Elden-ringen och bli Elden-herren.

## Spel
Elden Ring är ett actionrollspel som spelas i ett tredjepersonsperspektiv och innehåller element som liknar de som finns i dess föregångare, Souls-serien samt Bloodborne och Sekiro: Shadows Die Twice, med spelstil som fokuserar på strid och utforskning. Regissören Hidetaka Miyazaki förklarade att spelare börjar med en linjär öppning men så småningom kommer att gå vidare för att fritt utforska Lands Between, inklusive dess sex huvudområden, såväl som slott, fästningar och katakomber utspridda över den stora öppna världskartan. Dessa huvudområden är sammankopplade genom en central hubb som spelare kan komma åt senare i spelets framgång – liknande Firelink Shrine från Dark Souls – och kommer att kunna utforskas med hjälp av karaktärens riddjur som det huvudsakliga transportsättet, även om ett system för snabbresor kommer att vara ett tillgängligt alternativ. Under hela spelet kommer spelare att möta icke-spelare karaktärer (NPC:er) och fiender likaså, inklusive halvgudar som styr varje huvudområde och kommer att fungera som spelets huvudbossar. När man vunnit spelet så har det inget riktgigt att göra utan man kan fighta andra bossar igen.